# 藤原博定
藤原 博定（ふじわら の ひろさだ）は、平安時代後期の貴族、雅楽家。八幡寺の寺主である行実の子で、藤原北家良門流、兵庫頭・藤原知定の養子となる。官位は従五位下・散位。

## 経歴
民部丞在任中の寛治元年（1087年）に従五位下に叙爵。民部省（民部大輔を務めたとも）に出仕していたことから、民部大夫と称された。管絃の道に長じて応徳4年（1087年）の石清水臨時祭などでは陪従の役を務め、楽所預に任命された。琵琶を藤原孝博に伝えたのをはじめ、他に箏・篳篥・横笛および和歌を伝えて藤原宗忠はその日記で「一道の長者」と評している。康和5年12月8日（1104年1月7日）に備中国で卒去した。年は40余りであったとされる。『古今著聞集』には太鼓の演奏を巡る大神基政との逸話がある。

## 系譜
- 父：行実（養父：藤原知定）
- 母：不詳
- 妻：不詳（生母不明の子女）
  - 男子：藤原定俊
  - 男子：藤原博泰
  - 養子：藤原孝博（1070-1154）[1]